# Вале Купа (Кјети)
Вале Купа је насеље у Италији у округу Кјети, региону Абруцо.
Према процени из 2011. у насељу је живело 56 становника. Насеље се налази на надморској висини од 376 м.